# McNabb
McNabb – wieś w hrabstwie Putnam, w stanie Illinois. w USA. W 2017 roku szacowana populacja McNabb wynosiła 264 osoby. Powierzchnia wsi wynosi 0,52 km².